# Osmar Mares
Osmar Mares Martínez (Torreón, 17 giugno 1987) è un ex calciatore messicano, di ruolo difensore.

## Palmarès

### Club

#### Competizioni nazionali
- Campionato messicano: 3

Santos Laguna: Clausura 2008, Clausura 2012
América: Apertura 2014

#### Competizioni internazionali
- CONCACAF Champions League: 2

América: 2014-2015, 2015-2016